# Metanomeuta
Metanomeuta é um gênero de mariposa pertencente à família Acrolepiidae.